# Васькіна Дарія Андріївна
Васькіна Дарія Андріївна (30 липня 2002) — російська плавчиня.
Призерка Чемпіонату світу з водних видів спорту 2019 року.